# Mast
En mast er en oprejst genstand, f.eks. en pæl eller et rør, der bærer et eller andet.
- I skibsterminologi holder masten ofte sejl, ræer, bomme, kraner eller radioantenner. Masten på et skib er en del af skibets rigning og støttes normalt af mindst et stag og mindst to vant, foruden at store master kan støttes af barduner og lejdere.
- På land findes master blandt andet i form af antennemaster. Master på land kan støttes af barduner.

## Skibsmaster

### Skibsmastens sammensætning
Skibsmaster lavet af træ er ofte samlet af flere stykker tømmer. På store sejlskibe var f.eks. stormasten dels samlet af flere stykker tømmer, holdt sammen af masteringe af jern, dels samlet i flere sektioner, således at undermasten gik fra mastefoden til mærset (her storemærs), hvorover næste sektion fortsatte. I en præcis terminologi er den egentlige mast kun den nederste del, som går gennem skibets skrog, mens de øvrige dele kaldes stænger. Den første stang efter masten hedder "den faste stang" eller "mærsestangen" og går til sallingen. Derover kan der komme endnu en stang, "bramstangen", og på skibe med firdelte master er der øverst en "røjlstang".

### Skibsmasternes benævnelse
Navne på skibsmaster:
- Et bovspryd forrest på skibet er efter traditionen ikke nogen mast, selvom det er en rundholt, som kan være opbygget ligesom en mast, der bare peger skråt fremad i stedet for opad.

Dernæst følger:
- Fokkemast Ret almindelig
- Stormast Findes altid.
- Mittermast Sjælden
- Krydsmast Har råsejl og gaffelsejl
- Mesanmast Har råsejl på et fuldrigget skib, ellers kun gaffelsejl
- Sparkermast Sjælden
- Papegøjemast Sjælden

### Skibsmasternes indbyrdes placering
På fartøjer med tre eller flere master er den bageste som regel den mindste, fordi den ikke kan støttes af en mast bagved, og ikke kan støttes så langt ud til siden og bagud med barduner, fordi skibet bliver smallere agterud.
Den højeste mast, på fartøjer med tre eller flere master, er som regel den næst bageste, fordi store sejlskibe altid har den største stabilitet noget agter for midtskibs. At stabiliteten er størst på det sted skyldes skrogets strømlinede form.
Fidusen ved at have mere end en mast, er at sejlene kan gøres mindre, så det bliver nemmere at sætte sejl og ikke mindst at bjerge dem igen i storm og kuling. I et søslag var det også en fordel med to master, frem for en, da skibet kunne vende hurtigere ved hjælp af sejlene. Et enkelt stort sejl er dog altid det hurtigste, hvis det passer til vindstyrken.